# Star Trek: Picard
Star Trek: Picard este un serial de televiziune american creat de Akiva Goldsman, Michael Chabon, Kirsten Beyer și Alex Kurtzman pentru serviciul de streaming CBS All Access (mai târziu Paramount+). Este al optulea serial al francizei Star Trek, și a fost lansat în 2020 ca parte a extinderii Universului Star Trek de către Kurtzman. Serialul urmărește pe Jean-Luc Picard, retrasul amiral al Flotei Stelare, cu fiecare sezon explorând diferite aspecte ale personajului și acoperind problemele care vin cu ultimul stagiu al vieții unei persoane.
Patrick Stewart interpretează pe Picard, reluându-și rolul din serialul Star Trek: Generația următoare și alte media cu Star Trek. Allison Pill, Isa Briones, Harry Treadaway, Michelle Hurd, Santiago Cabrera și Evan Evagora joacă e asemenea în primul sezon, cu Jeri Ryan, Orla Brady și Brent Spiner alăturându-se pentru al doilea. Al treilea sezon vede pe Stewart, Hurd, Ryan, Spiner și alți membri revenitori ai distribuției din Generația următoare LeVar Burton, Michael Dorn, Jonathan Frakes, Gates McFadden și Marina Sirtis.
Serialul a fost prima oară zvonit în iulie 2018, apoi a fost anunțat oficial luna următoare în august. Este produs de CBS Studios în asociație cu Secret Hideout, Weed Road Pictures, Escapist Fare (pentru sezonul 1) și Roddenberry Entertainment, și a fost proiectat să fie mai lent și mai concentrat pe personaje decât serialele anterioare ale francizei. Filmările au luat loc în California, care a permis serialului taxe de credit mari. Chabon a servit ca showrunner pentru primul sezon, cu Goldsman și Terry Matalas preluând pentru al doilea sezon, care a fost filmat laolaltă cu al treilea. Matalas a fost singurul showrunner al celui de al treilea sezon, care a fost proiectat să servească drept concluzie pentru poveștile lui Picard și celorlalți membri de distribuție din Generația următoare.
Star Trek: Picard a avut premiera pe CBS All Access pe 23 ianuarie 2020, cu primul sezon durând pentru 10 episoade până pe 26 martie. Al doilea sezon a fost lansat pe Paramount+ din 3 martie până pe 5 mai 2022, iar al treilea și ultimul sezon este programat pentru inceputul lui 2023. Serialul a fost primit cu o recepție pozitivă din partea criticilor, care au apreciat performanța lui Stewart și concentrarea pe personaje peste acțiune, dar unii au criticat ritmul lent. A primit numeroase laude, printre care un Premiu Primetime Emmy pentru machiajul prostetic. Diverse proiecte de legătură au fost realizate pentru serial, incluzând un episod din serialul companion Star Trek: Short Treks.

## Premisa
Serialul începe în 2399, la 20 de ani după ultima apariție a lui Jean-Luc Picard în Star Trek: Nemesis (2002), și găsește personajul profund afectat de moartea lui Data în acel film, precum și de distrugerea planetei Romulus din filmul Star Trek (2009). Retras din Flota Stelară și locuind pe podgoria familiei, Picard este atras într-o nouă aventură când este vizitat de ceea ce pare a fi fiica lui Data, una din mai multele ființe sintetice. Picard luptă pentru dreptul lor de a exista și își dă viața pentru a le salva în finalul primului sezon. Conștiința sa este apoi transferată într-un nou corp sintetic. În al doilea sezon, în 2401, Picard și tovarășii săi sunt smulși din rutina lor de vechiul adversar al lui Picard, Q, pentru „încercarea supremă”. Când Q îi capturează într-o realitate paralelă, ei trebuie să călătorească înapoi în timp până în secolul al XXI-lea pentru a salva viitorul galaxiei. Într-un al treilea sezon (încă în producție), Picard se reîntălnește cu fostul echipaj al lui USS Enterprise.

## Distribuție și personaje

### Distribuția principală
- Patrick Stewart ca Jean-Luc Picard: un amiral retras din Flota Stelară și fost căpitan al navei  USS Enterprise.[11]
- Isa Briones ca Dahj: O tânără care vine la Picard pentru ajutor. S-a dovedit a fi un android și fiica lui Data. 
  - De asemenea, Briones joacă rolul lui Soji Asha, sora geamănă a lui Dahj. [12]
- Alison Pill ca Agnes Jurati: Un medic care lucrează pentru Divizia de Cercetări Sintetice Avansate a Institutului Daystrom din Okinawa. Ea a fost recrutată de Dr. Bruce Maddox, care a dezvoltat o tehnică de dezvoltare sintetică extrem de experimentală cunoscută sub numele de clonare neuronală fractală.
- Santiago Cabrera ca Cristobal "Chris" Rios:   Pilotul navei lui Picard, un hoț priceput și un fost ofițer din Flota Stelară.[13][14]
- Michelle Hurd în rolul lui Raffi Musiker:   Un fost ofițer de informații din Flota Stelară care se luptă cu abuzul de substanțe și este partenerul lui Rios.[13][14]
- Harry Treadaway în rolul lui Narek:[14][15]  Un agent romulan care se alătură echipajului lui Picard pentru a cerceta ce fac oamenii săi cu fostele drone Borg.
- Evan Evagora ca Elnor:[16]   Un refugiat romulan, care este expert în luptă corp la corp și este loială lui Picard.[16]

## Episoade

### Sezonul I
| Nr. în serial | Nr. în sezon | Titlu                      | Regizat de              | Scris de | Data lansării       |
| ------------- | ------------ | -------------------------- | ----------------------- | --- | ------------------- |
| 1             | 1            | „Remembrance”              | Hanelle M. Culpepper⁠(d) | Poveste de: Akiva Goldsman & Michael Chabon & Kirsten Beyer⁠(d) & Alex Kurtzman și James Duff Scenariu de: Akiva Goldsman⁠(d) și James Duff⁠(d) | 23 ianuarie 2020    |
| 2             | 2            | „Maps and Legends”         | Hanelle M. Culpepper    | Michael Chabon & Akiva Goldsman | 30 ianuarie 2020    |
| 3             | 3            | „The End is the Beginning” | Hanelle M. Culpepper    | Michael Chabon & James Duff | 6 februarie 2020    |
| 4             | 4            | „Absolute Candor”          | Jonathan Frakes         | Michael Chabon | 13 februarie 2020   |
| 5             | 5            | „Stardust City Rag”        | Jonathan Frakes         | Kirsten Beyer | 20 februarie 2020   |
| 6             | 6            | „The Impossible Box”       | Maja Vrvilo             | Nick Zayas | 27 februarie 2020   |
| 7             | 7            | „Nepenthe”                 | Doug Aarniokoski⁠(d)     | Samantha Humphrey și Michael Chabon | 5 martie 2020       |
| 8             | 8            | „Broken Pieces”            | Maja Vrvilo             | Michael Chabon | 12 martie 2020      |
| 9–10          | 9–10         | „Et in Arcadia Ego”        | Akiva Goldsman          | Michael Chabon & Ayelet Waldman⁠(d) (9) & Michael Chabon                                                                                      | 19 & 26 martie 2020 |

### Sezonul al II-lea
| Nr. în serial | Nr. în sezon | Titlu                | Regizat de          | Scris de | Data lansării   |
| ------------- | ------------ | -------------------- | ------------------- | --- | --------------- |
| 11            | 1            | „The Star Gazer”     | Doug Aarniokoski⁠(d) | Akiva Goldsman⁠(d) & Terry Matalas⁠(d) | 3 martie 2022   |
| 12            | 2            | „Penance”            | Doug Aarniokoski    | Poveste de: Michael Chabon și Akiva Goldsman & Terry Matalas și Christopher Monfette Scenariu de: Akiva Goldsman & Terry Matalas și Christopher Monfette | 10 martie 2022  |
| 13            | 3            | „Assimilation”       | Lea Thompson        | Kiley Rossetter & Christopher Monfette | 17 martie 2022  |
| 14            | 4            | „Watcher”            | Lea Thompson        | Poveste de: Travis Fickett & Juliana James Scenariu de: Juliana James & Jane Maggs                                                                       | 24 martie 2022  |
| 15            | 5            | „Fly Me to the Moon” | Jonathan Frakes     | Cindy Appel | 31 martie 2022  |
| 16            | 6            | „Two of One”         | Jonathan Frakes     | Cindy Appel & Jane Maggs | 7 aprilie 2022  |
| 17            | 7            | „Monsters”           | Joe Menendez⁠(d)     | Jane Maggs | 14 aprilie 2022 |
| 18            | 8            | „Mercy”              | Joe Menendez        | Cindy Appel & Kirsten Beyer⁠(d) | 21 aprilie 2022 |
| 19            | 9            | „Hide and Seek”      | Michael Weaver      | Matt Okumura & Chris Derrick | 28 aprilie 2022 |
| 20            | 10           | „Farewell”           | Michael Weaver      | Christopher Monfette și Akiva Goldsman | 5 mai 2022      |

## Vezi și
- 2020 în științifico-fantastic
- Scorpion (Star Trek: Voyager), episod recomandat înainte de vizionarea Star Trek: Picard

Format:CBS All Access